# Hoplismenus lamprolabus
Hoplismenus lamprolabus är en stekelart som beskrevs av Wesmael 1857. Hoplismenus lamprolabus ingår i släktet Hoplismenus och familjen brokparasitsteklar. Inga underarter finns listade i Catalogue of Life.